# Hajómértékek
Hajómértékek alatt a hajók különféle műszaki adatainak (tömeg, űrméret, vízkiszorítás, hordképesség, merülés, hosszúság, sebesség) mértékeit értjük.

## Hossz
A hajó legelülső és leghátsó része közti távolságot jelöli.
Teljes hossz (Length, Overall - LOA) - Egy hajó maximális hossza.
Hossz a merülési vonalon (Length at Waterline - LWL) - A hajó hossza a merülési vonalon mérve.

## Legénység
A hajó üzemeltetéséhez szükséges személyek teljes száma. Beleértendők a tisztek és matrózok, de az utasok nem. Hadihajók esetén a békeidőben szolgálatot teljesítő személyek száma lényegesen kevesebb lehet mint a teljes legénysége.

## Merülés
Jelölése d vagy T, a hajógerinc aljától a merülési vonalig mért függőleges távolság. Elsődlegesen a hajó biztonságos áthaladásához szükséges minimális vízmélység meghatározásához használják.

## Szélesség
A hajó szélességét jelöli, két fajtája van:
Teljes szélesség (Beam, Overall - BOA) - Általában ezt értjük szélesség alatt, ez a hajó teljes szélessége a névleges merülési vonal legszélesebb pontján mérve.
Középvonali szélesség (Beam on Centerline - BOC) - Többtestű hajók esetén használatos; a BOC mérése a következő: katamaránok esetén az egyik hajótest középvonala és a másik hajótest középvonala között derékszögben mért távolság a fedélzet szintjén mérve. Trimaránok esetén a derékszögű távolság a főtest középvonala és az egyik ama középvonala között a fedélzet szintjén mérve. Ez a kifejezés jellemzően a teljes hosszával kapcsolatban van használva, a LOA/BOC arány használatos a többtestű hajók stabilitásának becslésére. Minél kisebb ez az arány, annál nagyobb a hajó stabilitása.

## Vízvonal
A vízbe merülő hajó testén a (hullámmentes) vízfelszín által érintett vonal.

## Vízkiszorítás
Amint azt Arkhimédész törvénye alapján tudjuk, minden vízbe mártott test a súlyából annyit veszt, amennyi az általa kiszorított víz súlya. A felszínen úszó hajó így értelemszerűen a saját tömegével megegyező tömegű vizet szorít ki. Ebből következik, hogy a vízbe merülő hajó által elfoglalt térfogat alapján meghatározható a hajó saját tömege. A vízkiszorítás értéke tehát tulajdonképpen a hajó saját tömegét adja meg.
Egyes hajótípusoknál (például személyhajók, vontatók, hadihajók) a hordképesség elhanyagolható, illetőleg érdektelen. Ezeknél a hajóknál jellemző értékként a vízkiszorítást szokás megadni.

## Hordképesség
A hordképesség a hajóba berakható tömeget méri tonnában mérve. A bruttó hordképesség a teljes teherbírást jelenti, amibe az árun kívül a gépek, berendezések, üzemanyag is beletartoznak, míg a nettó hordképesség csak a hasznos kapacitást (a szállítható rakomány tömegét) fejezi ki. Úgy lehet kiszámítani, hogy a hajótest térfogatát szorozzuk a hajó átlagsűrűségével, és ebből a számból kivonjuk a hajó önsúlyát.

## Űrméret
A hajók térkapacitásának mérésére két rendszer van használatban: a bruttó és nettó regisztertonna, illetve az 1982-es hajómérték konvenció alapján a konvencióhoz csatlakozó államokban azt felváltó bruttó és nettó tonna.

### Bruttó/nettó regisztertonna
A regisztertonna – neve ellenére – nem tömeg-, hanem űrmérték. 
1 regisztertonna = 100 köbláb = 2,8316846592 m³
A bruttó regisztertonna (BRT) az egész hajó űrtartalmát méri.
A nettó regisztertonna értéket a BRT-ből képzik úgy, hogy kivonják belőle a következőket:
- személyzeti szállás
- parancsnoki híd
- gép- és fűtőházak
- üzemanyagtartály
- ballaszttartályok
- szivattyú
- éléskamra
- műhelyek és készletraktár

A hajók köbözéséről szóló 1969. évi nemzetközi egyezmény óta az aláíró országokban nem használatos.

### Bruttó űrtartalom
A fogalmat Magyarországon az 56/1982. (X. 22.) MT rendelet (a hajók köbözésére vonatkozó 1969. évi nemzetközi egyezmény kihirdetéséről) írja le.
Egy hajó bruttó űrtartalmát (GT = gross tonnage) a következő képlet alapján kell meghatározni:
GT = K1 x V
ahol:
V = a hajó valamennyi zárt terének össztérfogata köbméterben,
K1 = 0,2 + 0,02 x log10V
A bruttó űrtartalom egy, a hajók összes belső térfogatát jellemző, dimenzió nélküli mérőszám.

## Legnagyobb bemerülés jele – Plimsoll mark – Lloyd-karika

Plimsoll jel

1875-ben Samuel Plimsoll angol parlamenti képviselő javaslatára a nemzetközi forgalmú hajók oldalára festik az ún. Plimsoll jelet, amely a víz sótartalmától és hőmérsékletétől függően jelzi a hajó maximális merülését (terhelhetőségét). Korábban sok baleset történt abból az okból, hogy a berakodás kedvezőtlen esetben hideg, nagy sótartalmú tengeren történt, míg a hajóút meleg édesvízen keresztül vezetett, ahol a hajó sokkal mélyebbre merült. Időnként az is előfordult, hogy a hajót szándékosan túlterhelték, hogy a tulajdonosok bezsebelhessék a biztosítás összegét. Előfordult az is, hogy az Európából Amerikába bevándorlókat szállító hajók elsüllyedtek a túlterhelés miatt.
Plimsoll javaslatára 1875-től figyelembe vették a szállítás ezen körülményeit. A magyar hajósnyelvben a Plimsoll név helyett a "Lloyd karika" elnevezés használatos.
A Plimsoll az alábbi merülési jeleket festette fel a hajók vízvonalára:
- TF – Tropical Fresh Water – trópusi édesvíz
- F – Fresh Water – édesvíz
- T – Tropical Seawater – trópusi tengervíz
- S – Summer Seawater – nyári tengervíz
- W – Winter Seawater – téli tengervíz
- WNA – Winter North Atlantic – téli Észak-atlanti tengervíz

A jelzések figyelembevételével biztosítható, hogy a hajó minden várható körülmény között is normálisan tud üzemelni. Télen általában viharosabb tengeren kell hajózni, mint nyáron, és az Atlanti-óceán északi részén is általában rosszabbak az időjárási körülmények, mint a trópusi tengereken. Az édesvízre vonatkozó jelzések azt veszik figyelembe, hogy a kevésbé sós vízben a hajó mélyebbre merül.

## Sebesség
Lásd még: csomó (mértékegység)

## Külső hivatkozások
- Szállítmányozás jegyzet, Károly Róbert Főiskola
- Az Európai Parlament és a Tanács 336/2006/EK rendelete (2006. február 15.) a hajók biztonságos üzemeltetéséről szóló nemzetközi szabályzat Közösségen belüli végrehajtásáról – néhány fogalommagyarázat

## Fordítás
Ez a szócikk részben vagy egészben  a   Ship measurements című angol Wikipédia-szócikk ezen változatának fordításán alapul.  Az eredeti cikk szerkesztőit annak laptörténete sorolja fel. Ez a jelzés csupán a megfogalmazás eredetét és a szerzői jogokat jelzi, nem szolgál a cikkben szereplő információk forrásmegjelöléseként.